# Charles Schwab

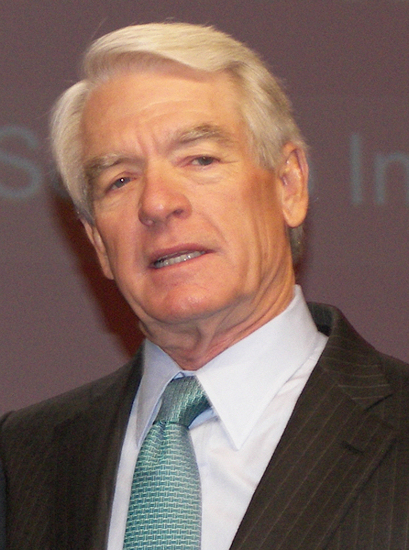
Charles Schwab 2007

Charles Robert Schwab, Jr. (* 29. Juli 1937 in Sacramento, Kalifornien) ist ein US-amerikanischer Unternehmer. 
In der Liste der 400 reichsten US-Amerikaner des Forbes-Magazins rangiert Schwab im Jahr 2023 auf Platz 92 mit einem geschätzten Vermögen von neun Milliarden US-Dollar.

## Leben
Schwab ging in Woodland (Kalifornien) zur Schule. Er ist dyslexisch, und eines der Ziele seiner Stiftung Charles and Helen Schwab Foundation ist es, Kindern zu helfen, die an dieser Störung leiden.
Schwab erhielt 1959 einen B.A. in Wirtschaftswissenschaften an der Stanford University und 1961 einen M.B.A. an der Stanford Graduate School of Business. Er ist Mitglied des in Stanford ansässigen Beta-Chi-Chapters der Studentenverbindung Sigma Ny. Schwab ist Gründer und CEO der Charles Schwab Corporation. Mit seiner Frau Helen lebt Schwab in Atherton, Kalifornien.

## Politische Geldspenden
Charles Schwab trat über sein politisches Aktionskomitee (PAC) wiederholt durch Spenden an Politiker aus den Reihen der Demokraten und Republikaner in Erscheinung. Nach dem Sturm auf das Kapitol kündigte er an, die politischen Spenden einzustellen und die dafür vorgesehenen Gelder auf historisch afroamerikanische Hochschulen und Universitäten sowie auf die Boys & Girls Clubs of America (BGCA) zu verteilen.